# Seoni (ort i Indien, Himachal Pradesh)
Seoni är en ort i Indien.   Den ligger i distriktet Shimla och delstaten Himachal Pradesh, i den norra delen av landet, 290 km norr om huvudstaden New Delhi. Seoni ligger 668 meter över havet och antalet invånare är 1 630.
Terrängen runt Seoni är kuperad västerut, men österut är den bergig. Seoni ligger nere i en dal som går i öst-västlig riktning. Runt Seoni är det mycket tätbefolkat, med 1 956 invånare per kvadratkilometer. Närmaste större samhälle är Shimla, 15,8 km söder om Seoni. I omgivningarna runt Seoni växer i huvudsak blandskog.